# スクリーム賞 (2011年)
2011年のスクリーム賞は、通算6回目であり、ホラー、SF、ファンタジー分野の映画、テレビ、コミックに贈られる。授賞式は2011年10月15日にユニバーサル・スタジオで収録され、10月18日にスパイクテレビで2時間半にわたって放送された。
最多候補は『ハリー・ポッターと死の秘宝 PART2』と『X-MEN:ファースト・ジェネレーション』の14部門であり、次いで11部門の『キャプテン・アメリカ/ザ・ファースト・アベンジャー』、9部門の『マイティ・ソー』、7部門の『トゥルーブラッド』と『ゲーム・オブ・スローンズ』、6部門の『ウォーキング・デッド』である。スパイクテレビのウェブサイト上にてファン投票によって決められた。

## 特別賞
- コミコン・アイコン賞 - ジューン・フォーレイ[2]
- フェアウェル・トリビュート - 『ハリー・ポッター』[3]
- ヒーロー賞 - ロバート・ダウニー・Jr[3]
- マーヴェリック賞 - ニコラス・ケイジ[3]
- アルティメット・ヴィラン賞 - ダース・ベイダー[4]
- ビジョナリー賞 - ピーウィー・ハーマン[4]

## オンライン・ライトイン賞
- 期待の映画賞 - 『ダークナイト ライジング』[5]

## 候補一覧
| アルティメット・スクリーム賞 | SF映画賞 |
| --- | --- |
| - 『ハリー・ポッターと死の秘宝 PART2』 - 『ブラック・スワン』 - 『キャプテン・アメリカ/ザ・ファースト・アベンジャー』 - 『ゲーム・オブ・スローンズ』 - 『スコット・ピルグリム VS. 邪悪な元カレ軍団』 - 『SUPER8/スーパーエイト』 - 『マイティ・ソー』 - 『トゥルーブラッド』 - 『ウォーキング・デッド』 - 『X-MEN:ファースト・ジェネレーション』                                                                                  | - 『SUPER8/スーパーエイト』 - 『キャプテン・アメリカ/ザ・ファースト・アベンジャー』 - 『モンスターズ/地球外生命体』 - 『トランスフォーマー/ダークサイド・ムーン』 - 『トロン: レガシー』 |
| ファンタジー映画賞 | ホラー映画賞 |
| - 『X-MEN:ファースト・ジェネレーション』 - 『ブラック・スワン』 - 『ハリー・ポッターと死の秘宝 PART2』 - 『パイレーツ・オブ・カリビアン/生命の泉』 - 『マイティ・ソー』 | - 『モールス』 - 『悪魔を見た』 - 『インシディアス』 - 『パラノーマル・アクティビティ2』 - 『ピラニア3D』 |
| スリラー賞 | テレビ番組賞 |
| - 『リミットレス』 - 『アジャストメント』 - 『ハンナ』 - 『RED/レッド』 - 『ソルト』 | - 『ゲーム・オブ・スローンズ』 - 『ドクター・フー』 - 『FRINGE』 - 『トゥルーブラッド』 - 『ウォーキング・デッド』 |
| 監督賞 | 脚本賞 |
| - ダーレン・アロノフスキー - 『ブラック・スワン』 - J・J・エイブラムス - 『SUPER8/スーパーエイト』 - マシュー・ヴォーン - 『X-MEN:ファースト・ジェネレーション』 - エドガー・ライト - 『スコット・ピルグリム VS. 邪悪な元カレ軍団』 - デヴィッド・イェーツ - 『ハリー・ポッターと死の秘宝 PART2』 | - 『ハリー・ポッターと死の秘宝 PART2』 - 『ブラック・スワン』 - 『スコット・ピルグリム VS. 邪悪な元カレ軍団』 - 『SUPER8/スーパーエイト』 - 『X-MEN:ファースト・ジェネレーション』 |
| チェイス・シーン賞 | ファンタジー女優賞 |
| - ロンドンでのチェイス - 『パイレーツ・オブ・カリビアン/生命の泉』 - ブルックリンの通りでのチェイス - 『キャプテン・アメリカ/ザ・ファースト・アベンジャー』 - ハイウェイでのチェイス - 『トランスフォーマー/ダークサイド・ムーン』 - ライト・ジェト・バトルと脱出 - 『トロン: レガシー』 - マンハッタンでのオープン・ドア・チェイス - 『アジャストメント』                                                                        | - ナタリー・ポートマン - 『ブラック・スワン』 - ペネロペ・クルス - 『パイレーツ・オブ・カリビアン/生命の泉』 - レナ・ヘディ - 『ゲーム・オブ・スローンズ』 - ジェニファー・ローレンス - 『X-MEN:ファースト・ジェネレーション』 - エマ・ワトソン - 『ハリー・ポッターと死の秘宝 PART2』 |
| ファンタジー男優賞 | SF女優賞 |
| - ダニエル・ラドクリフ - 『ハリー・ポッターと死の秘宝 PART2』 - ショーン・ビーン - 『ゲーム・オブ・スローンズ』 - ジョニー・デップ - 『パイレーツ・オブ・カリビアン/生命の泉』 - マイケル・ファスベンダー - 『X-MEN:ファースト・ジェネレーション』 - ジェームズ・マカヴォイ - 『X-MEN:ファースト・ジェネレーション』 | - ミラ・ジョヴォヴィッチ - 『バイオハザードIV アフターライフ』 - ヘイリー・アトウェル - 『キャプテン・アメリカ/ザ・ファースト・アベンジャー』 - カレン・ギラン - 『ドクター・フー』 - アナ・トーヴ - 『FRINGE』 - オリヴィア・ワイルド - 『トロン: レガシー』 |
| SF男優賞 | ホラー女優賞 |
| - マット・スミス - 『ドクター・フー』 - ダニエル・クレイグ - 『カウボーイ & エイリアン』 - クリス・エヴァンス - 『キャプテン・アメリカ/ザ・ファースト・アベンジャー』 - ハリソン・フォード - 『カウボーイ & エイリアン』 - ジェイク・ジレンホール - 『ミッション: 8ミニッツ』 | - クロエ・グレース・モレッツ - 『モールス』 - サラ・ウェイン・キャリーズ - 『ウォーキング・デッド』 - ネーヴ・キャンベル - 『スクリーム4: ネクスト・ジェネレーション』 - アンナ・パキン - 『トゥルーブラッド』 - ローズ・バーン - 『インシディアス』 |
| ホラー男優賞 | 悪役賞 |
| - アレクサンダー・スカルスガルド - 『トゥルーブラッド』 - マイケル・C・ホール - 『デクスター 警察官は殺人鬼』 - アンドリュー・リンカーン - 『ウォーキング・デッド』 - スティーヴン・モイヤー - 『トゥルーブラッド』 - パトリック・ウィルソン - 『インシディアス』 | - レイフ・ファインズ（ヴォルデモート卿役） - 『ハリー・ポッターと死の秘宝 PART2』 - ケヴィン・ベーコン（セバスチャン・ショウ役） - 『X-MEN:ファースト・ジェネレーション』 - サティヤ・バーバー、クリス・エヴァンス、ブランドン・ラウス、メイ・ホイットマン、斉藤祥太、斉藤慶太、ジェイソン・シュワルツマン（邪悪な元カレ軍団役） - 『スコット・ピルグリム VS. 邪悪な元カレ軍団』 - チェ・ミンシク（ギョンチョル役） - 『悪魔を見た』 - ヒューゴ・ウィーヴィング（レッドスカル役） - 『キャプテン・アメリカ/ザ・ファースト・アベンジャー』 |
| スーパーヒーロー賞 | 助演女優賞 |
| - クリス・エヴァンス（キャプテン・アメリカ役） - 『キャプテン・アメリカ/ザ・ファースト・アベンジャー』 - クリス・ヘムズワース（ソー役） - 『マイティ・ソー』 - ジェームズ・マカヴォイ（プロフェッサーX役） - 『X-MEN:ファースト・ジェネレーション』 - ライアン・レイノルズ（グリーンランタン役） - 『グリーン・ランタン』 - トム・ウェリング（クラーク・ケント役） - 『ヤング・スーパーマン』                                     | - ミラ・クニス - 『ブラック・スワン』 - ジェイミー・アレクサンダー - 『マイティ・ソー』 - ローリー・ホールデン - 『ウォーキング・デッド』 - ヘレン・ミレン - 『RED/レッド』 - エレン・ウォン - 『スコット・ピルグリム VS. 邪悪な元カレ軍団』 |
| 助演男優賞 | ブレイクスルー女性演技賞 |
| - ピーター・ディンクレイジ - 『ゲーム・オブ・スローンズ』 - キーラン・カルキン - 『スコット・ピルグリム VS. 邪悪な元カレ軍団』 - ルパート・グリント - 『ハリー・ポッターと死の秘宝 PART1』 - トミー・リー・ジョーンズ - 『キャプテン・アメリカ/ザ・ファースト・アベンジャー』 - アラン・リックマン - 『ハリー・ポッターと死の秘宝 PART2』                                                                                         | - エミリア・クラーク - 『ゲーム・オブ・スローンズ』 - ジェイミー・アレクサンダー - 『マイティ・ソー』 - ヘイリー・アトウェル - 『キャプテン・アメリカ/ザ・ファースト・アベンジャー』 - エル・ファニング - 『SUPER8/スーパーエイト』 - ゾーイ・クラヴィッツ - 『X-MEN:ファースト・ジェネレーション』 |
| ブレイクスルー男性演技賞 | カメオ賞 |
| - ジョー・マンガニエロ - 『トゥルーブラッド』 - ジョン・バーンサル - 『ウォーキング・デッド』 - マイケル・ファスベンダー - 『X-MEN:ファースト・ジェネレーション』 - クリス・ヘムズワース - 『マイティ・ソー』 - トム・ヒドルストン - 『マイティ・ソー』 | - ヒュー・ジャックマン - 『X-MEN:ファースト・ジェネレーション』 - エドウィン・オルドリン - 『トランスフォーマー/ダークサイド・ムーン』 - クリスティン・ベルとアンナ・パキン - 『スクリーム4: ネクスト・ジェネレーション』 - リチャード・ドレイファス - 『ピラニア3D』 - キース・リチャーズ - 『パイレーツ・オブ・カリビアン/生命の泉』 |
| アンサンブル賞 | 切断賞 |
| - 『トゥルーブラッド』 - 『ゲーム・オブ・スローンズ』 - 『ハリー・ポッターと死の秘宝 PART2』 - 『RED/レッド』 - 『X-MEN:ファースト・ジェネレーション』 | - モーターボートにより生きたまま頭皮を剥がされる - 『ピラニア3D』 - 頭が溶融金で覆われる - 『ゲーム・オブ・スローンズ』 - ピラニアがペニスを噛みちぎり、吐き出す - 『ピラニア3D』 - リバース・ベアトラップ - 『ソウ ザ・ファイナル 3D』 - スワンへの変身 - 『ブラック・スワン』 |
| 格闘シーン賞 | ホーリー・シット・シーン賞 |
| - 最後の戦い: スコット・ピルグリム&ナイブス vs. ギデオン・グレイヴズ - 『スコット・ピルグリム VS. 邪悪な元カレ軍団』 - 空港の貨物ヤードでの戦い - 『RED/レッド』 - ホグワーツの戦い - 『ハリー・ポッターと死の秘宝 PART2』 - 最後の戦い: キャプテン・アメリカ vs. レッドスカル - 『キャプテン・アメリカ/ザ・ファースト・アベンジャー』 - 最後の戦い: ハリー・ポッター vs. ヴォルデモート卿 - 『ハリー・ポッターと死の秘宝 PART2』 | - The Room of Requirement Fiendfire - 『ハリー・ポッターと死の秘宝 PART2』 - 崩壊するビルからの脱出 - 『トランスフォーマー/ダークサイド・ムーン』 - ライト・サイクル・バトル - 『トロン: レガシー』 - モーターボートにより生きたまま頭皮を剥がされる - 『ピラニア3D』 - 列車事故 - 『SUPER8/スーパーエイト』 |
| インディペンデント映画賞 | 3D映画賞 |
| - 『モンスターズ/地球外生命体』 - 『アナザー プラネット』 - 『HATCHET After Days/ハチェット アフターデイズ』 - 『悪魔を見た』 - 『ラバー』 | - 『トランスフォーマー/ダークサイド・ムーン』 - 『キャプテン・アメリカ/ザ・ファースト・アベンジャー』 - 『ハリー・ポッターと死の秘宝 PART2』 - 『ピラニア3D』 - 『トロン: レガシー』 |
| F/X賞 | コミック・グラフィックノベル賞 |
| - 『ハリー・ポッターと死の秘宝 PART2』 - 『エンジェル ウォーズ』 - 『マイティ・ソー』 - 『トランスフォーマー/ダークサイド・ムーン』 - 『トロン: レガシー』 | - 『ウォーキング・デッド』 - American Vampire - Chew - Daytripper - Locke & Key |
| コミック・ライター賞 | コミック・アーティスト賞 |
| - エド・ブルベイカー - 『キャプテン・アメリカ』、Captain America: Reborn、The Marvels Project、Steve Rogers: Super Soldier - ジョー・ヒル - Locke & Key、The Cape - ロバート・カークマン - The Astounding Wolf-Man、Haunt、Invincible、『ウォーキング・デッド』 - グラント・モリソン - Batman Incorporated、Joe the Barbarian - マイク・ミニョーラ - Baltimore、The Amazing Screw-on Head                                         | - ジョン・ロミータ・Jr - 『アベンジャーズ』、Kick-Ass 2 - チャーリー・アドラード - 『ウォーキング・デッド』 - マーク・バッキンガム - Fables - ダンカン・フィグレド - 『ヘルボーイ』 - バーニー・ライトソン - Doc Macabre |
| コミック映画賞 | |
| - 『スコット・ピルグリム VS. 邪悪な元カレ軍団』 - 『キャプテン・アメリカ/ザ・ファースト・アベンジャー』 - 『カウボーイ & エイリアン』 - 『マイティ・ソー』 - 『X-MEN:ファースト・ジェネレーション』 | |